# 南知多町立篠島小学校
南知多町立篠島小学校（みなみちたちょうりつ しのじましょうがっこう）は、愛知県知多郡南知多町大字篠島字南風崎7にある町立小学校。三河湾に浮かぶ篠島唯一の小学校である。全国へき地教育研究連盟によってへき地学校1級に指定された、愛知県に12校ある小学校のひとつである。

## 特色
1957年（昭和32年）の児童数は635人だったが、1967年（昭和42年）には345人、1977年（昭和52年）には270人、1987年（昭和62年）には206人、1997年（平成9年）には143人、2007年（平成19年）には113人、2017年（平成29年）には80人となっている。職員は篠島にある教職員住宅に住んでいる。旧校地は松寿寺や琴平神社に近い篠島北東部（北緯34度40分41.4秒 東経137度00分28.0秒 / 北緯34.678167度 東経137.007778度）にあったが、2006年（平成18年）には南知多町立篠島中学校と敷地を同一にする篠島南西部（北緯34度42分18.4秒 東経137度00分03.1秒 / 北緯34.705111度 東経137.000861度）に移転した。2004年（平成16年）に愛知県立内海高等学校篠島分校が閉校して篠島中学校が内海高校の旧校舎に移転したことで、篠島小学校が篠島中学校の旧校舎に移転したのである。

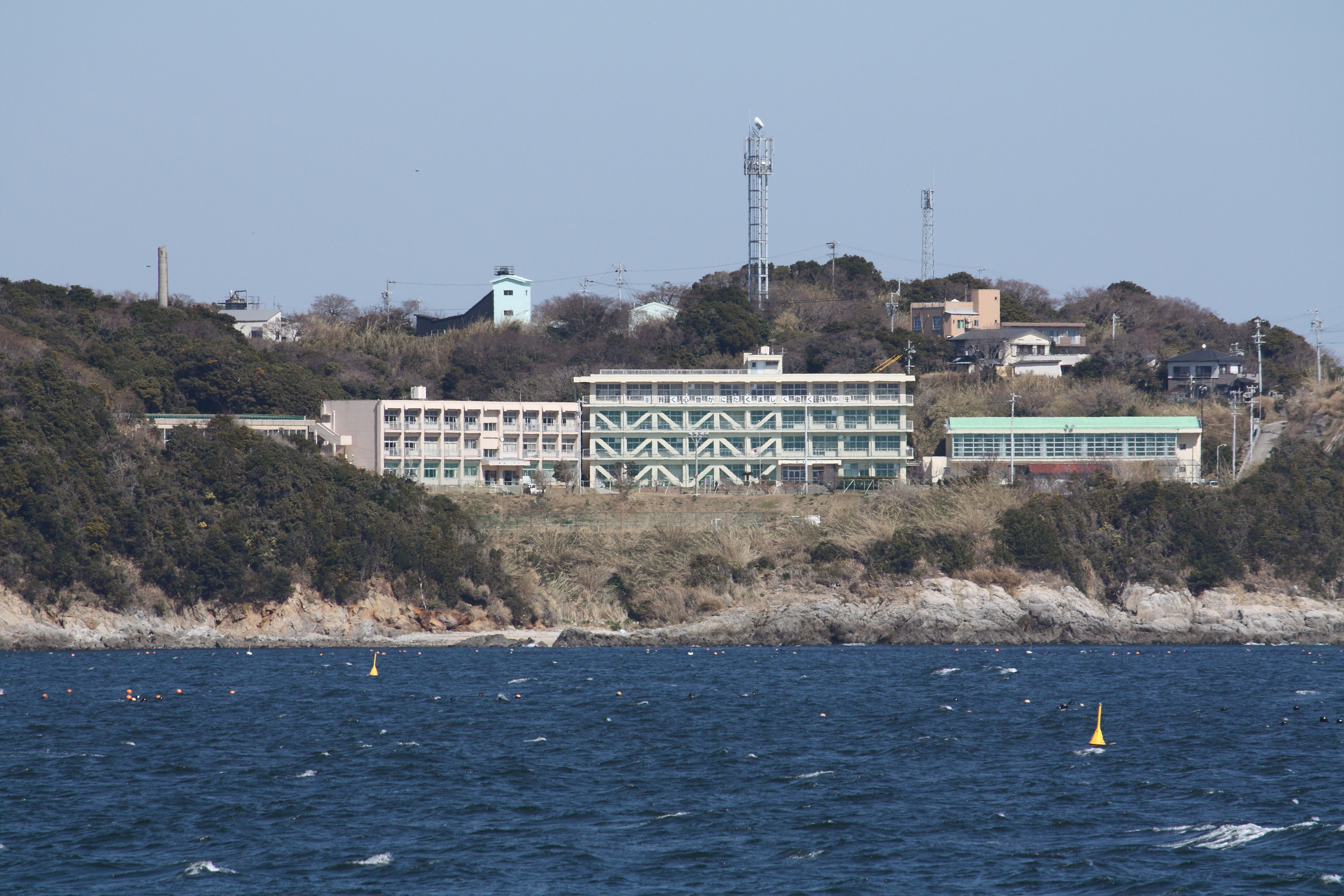
海上から見た篠島小学校・篠島中学校
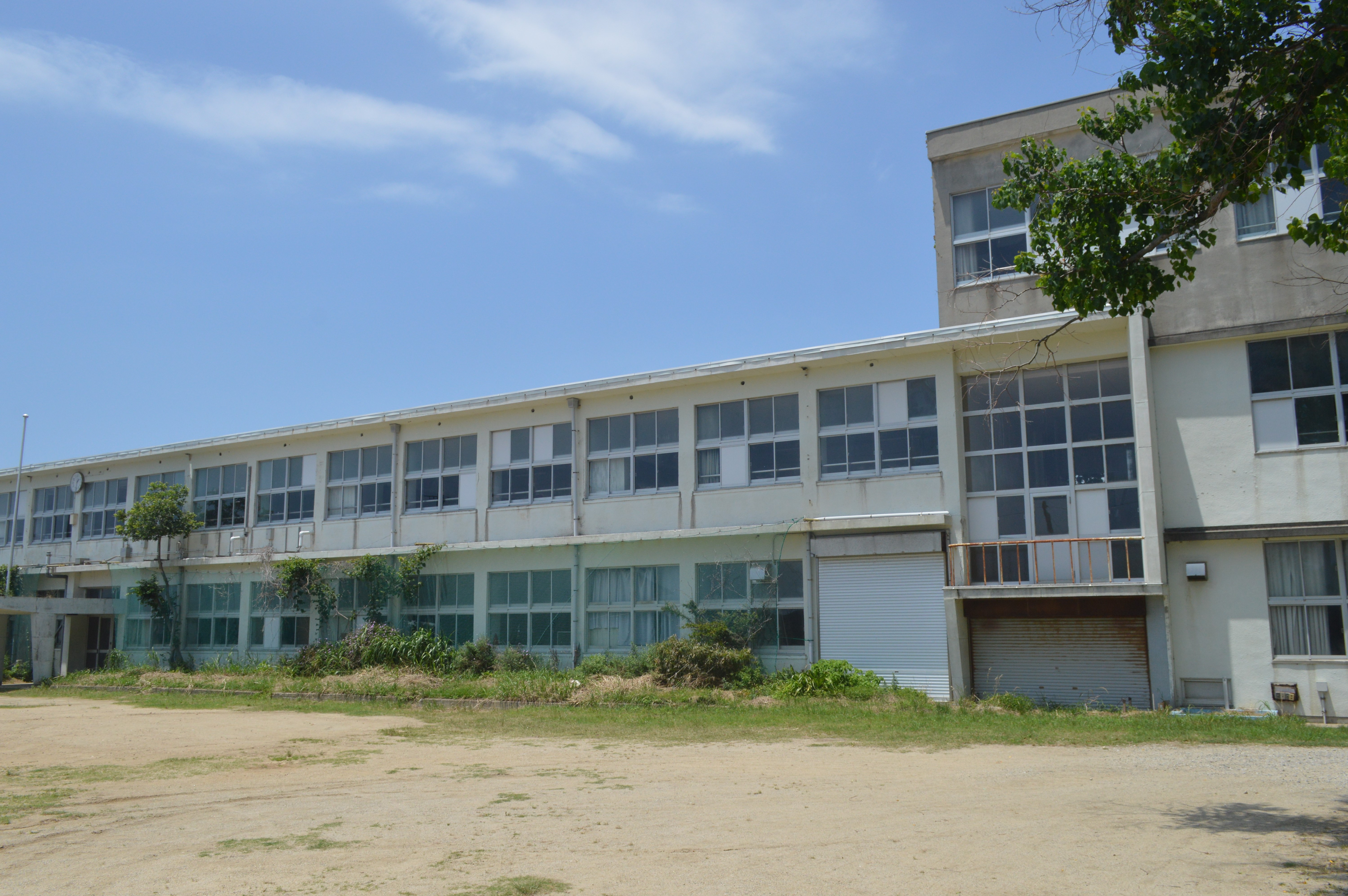
旧校地に現存する旧校舎

## 歴史

### 年表
- 1872年（明治5年）11月11日 - 知多郡篠島村に開校。[2]
- 1876年（明治9年） - 篠島村・日間賀島村・師崎村の合併により鴻崎村立の学校となる。
- 1881年（明治14年） - 鴻崎村の分立により再び篠島村立の学校となる。
- 1916年（大正5年）7月28日 - 北白川宮成久王が御成[3]。
- 1941年（昭和16年） - 篠島村立篠島国民学校に改称。
- 1947年（昭和22年） - 篠島村立篠島小学校に改称。
- 1961年（昭和36年）6月 - 南知多町の発足により南知多町立篠島小学校に改称。
- 2006年（平成18年）4月 - 南知多町立篠島中学校の旧校舎に移転。

### 児童数の変遷
『愛知県小中学校誌』（2018年）によると、児童数の変遷は以下の通りである。
| 1947年（昭和22年） | 562人 |  |
| 1957年（昭和32年） | 635人 |  |
| 1967年（昭和42年） | 345人 |  |
| 1977年（昭和52年） | 270人 |  |
| 1987年（昭和62年） | 206人 |  |
| 1997年（平成9年）  | 143人 |  |
| 2007年（平成19年） | 113人 |  |
| 2017年（平成29年） | 80人  |  |